# Monzenia globuli
Monzenia globuli är en insektsart. Monzenia globuli ingår i släktet Monzenia och familjen långrörsbladlöss. Inga underarter finns listade i Catalogue of Life.